# Mobilis
Pour les articles homonymes, voir Mobilis (homonymie).
Mobilis (en arabe : موبيليس), officiellement ATM Mobilis (ATM acronyme d'Algérie Télécom Mobile) est un opérateur de téléphonie mobile algérien, filiale du Groupe Télécom Algérie. Il est l'un des trois grands opérateurs mobiles algériens. Devenu autonome en août 2003, Mobilis propose à ses clients des offres post et prépayées.

## Historique
Le 15 décembre 2004, Mobilis a lancé le premier réseau expérimental UMTS (Universal Mobile Telecommunication System) en Algérie. Avec son offre GPRS «Mobi+», Mobilis est un opérateur multimédia en Algérie.
Mobilis a lancé un vaste chantier de déploiement de son réseau GSM. Aujourd’hui[Quand ?], près de 80 % de la population algérienne est couverte par le réseau[source secondaire souhaitée].
Le parc des abonnés (GSM + 3G) de Mobilis s'est établi à 19 millions en décembre 2020.
En décembre 2019, Mobilis obtient une licence globale de télécommunication (2G, 3G et 4G) pour se déployer au Mali.
Le 30 septembre 2020, l'Autorité de régulation de la poste et des communications électroniques a sanctionné Mobilis (ainsi que Djezzy et Ooredoo) pour ne pas avoir corrigé leur mauvaise couverture 4G au niveau de cinq wilayas d'Algérie (Adrar, Blida, Constantine, Djelfa et Tlemcen). Mobilis a dû payer une amende d'un montant de 63 918 956 DZD.

## Identité visuelle et slogan

### Identité visuelle

Logo de 2003 à 2010
Logo actuel depuis 2010
Variante du logo actuel

### Slogans
- 2003-2010 : « Et que chacun parle », (en arabe : « و الكل يتكلم »),
- 2010-2022  : « Partout avec vous », (en arabe : « أينما كنتم »),
- Depuis 2023 : « Ensemble construisons l’avenir », (en arabe : « معاً، نصنع المستقبل »).

## Gouvernance

### Dirigeants
- El Hachemi Belhamdi (2004-2007)[6]
- Lounis Belharrat (2007-2009)
- Azouaou Mehmel (2009-2012)[7],[8]
- Saad Damma (2012-2015)[9]
- Mohamed Habib (2015-2016)[10]
- Ahmed Choudar (2016-2018)[11]
- Sid-Ahmed Zaidi (2018-2019)[12],[13]
- Bellal Mekkid (2019-2020)[14]
- Adel Dekkali (2020-2021)[15]
- Chaouki Boukhezani (depuis octobre 2021)[16]